# Aiysha Hart
Aiysha Hart (Londra, 8 agosto 1990) è un'attrice britannica, ha origini saudite.

## Biografia

### Carriera
È a partire dal 2013 che ottiene il suo primo ruolo di rilievo della principessa Arianna nella serie televisiva di Atlantis interpretando il ruolo fino alla fine della serie nel 2015 Nel 2018 recita insieme a Keira Knightley nel film Colette, inoltre sempre nello stesso anno, interpreta la parte di Miriam Shepherd nella serie A Discovery of Witches - Il manoscritto delle streghe. Avrà una parte in Le cose che non ti ho detto un film di William Nicholson.

### Vita privata
Hart ha genitori misti: suo padre è mediorientale e sua madre è britannica. È cresciuta tra Medio Oriente e Londra. Hart è laureata con lode in letteratura inglese dal King's College London.

## Filmografia

### Cinema
- Djinn, regia di Tobe Hooper (2013)
- Honour, regia di Shan Khan (2014)
- Colette, regia di Wash Westmoreland (2018)
- Le cose che non ti ho detto (Hope Gapp), regia di William Nicholson (2019)
- Mogul Mowgli, regia di Bassam Tariq (2020)

### Televisione
- Atlantis – serie TV, 21 episodi (2013-2015)
- New Blood – serie TV, 7 episodi (2016)
- A Discovery of Witches - Il manoscritto delle streghe (A Discovery of Witches) – serie TV, 17 episodi (2018-2022)
- Line of Duty – serie TV, 12 episodi (2016-2019)
- Make Me Famous, regia di Peter King – film TV (2020)
- We Are Lady Parts - serie TV, 6 episodi (2021)

## Doppiatrici italiane
Nelle versioni in italiano dei suoi film, Aiysha Hart è stata doppiata da:
- Benedetta Ponticelli in A Discovery of Witches - Il manoscritto delle streghe
- Valentina Favazza in Atlantis